# Diócesis de Basilinópolis
La Sede titular Basilinopolis (en latín: Dioecesis Basilinopolitana) es una sede suprimida y sede titular de la iglesia católica. La sede, originaria de Asia Menor, era una pequeña villa de la provincia romana de Bitinia I, en la diócesis civil del Ponto, que obtuvo el rango de ciudad probablemente bajo Juliano el Apóstata, cuya madre era Basilina.
Su emplazamiento exacto es desconocido, aunque según W. M. Ramsay, se situara en la actual Turquía, al oeste del Lago de Nicea (Isnik-Ghueul), cerca de Bazar-Keui, entre Kios (ahora Gemlik) y Nicea (Isnik).
Durante el Concilio de Calcedonia (451), la sede fue objeto de una fuerte disputa entre los metropolitanos de Nicomedia y Nicea sobre su jurisdicción. Basilinopolis fue confiada finalmente como sufragánea de Nicomedia (Mansi, ibid., 301-314), y así permaneció hasta alrededor de 1170 con Manuel Comneno (Hierocles, Synecdemos, ed. Parthey, 169).
Ya la sede no figuraba en la Notitia episcopatuum del siglo XV, después de la conquista otomana.
Actualmente, Basilinopolis sobrevive como sede episcopal titular, estando vacante desde el 18 de septiembre de 1973.

## Obispos
Su primer obispo conocido fue Alejandro, consagrado por Juan Crisóstomo alrededor del año 400. Otros obispos incluyen:
- Alessandro †
- Geroncio † (antes del 448 - después del 451)
- Ciriaco † (mencionado en el 518)
- Sisinnio † (antes del 680 - después de 692)
- Giorgio † (mencionado en el 787)
- Antimo † (mencionado en el 879).[3]